# Melita Norwood
Pour les articles homonymes, voir Norwood.
Melita Norwood, née Sirnis le 25 mars 1912 à Pokesdown (en), dans le comté de Dorset, et morte le 2 juin 2005  à Londres, est une fonctionnaire britannique devenue agente du KGB.

## Biographie
Née d'un père letton militant communiste qui traduisait des articles de Lénine et Trotski pour The Southern Worker and Socialist Journal et d'une mère britannique, Melita Norwood est recrutée en 1937 par les services secrets soviétiques sous le nom de code de Hola. Dès lors, elle travaille pour le NKVD.
Elle est influencée par le groupe des Cinq de Cambridge. Communiste fervente et travaillant comme secrétaire à l'Association de recherche des métaux-non ferreux, organisme de couverture pour Tube Alloys, projet pour la bombe atomique britannique, elle fournit pendant plus de quarante ans des documents à ses officiers traitants au service de l'Union soviétique. Elle ne le fait pas par appât du gain, mais par conviction et par opposition à la bombe atomique.
Elle est connue auprès des services secrets britanniques par les déclarations secrètes en 1992 de Vassili Mitrokhine (1922-2004), ancien officier du KGB responsable des archives, après la chute de l'URSS et la fin de la guerre froide. Ces révélations ne sont livrées au grand public qu'en 1999 et Melita Norwood s'exprime alors dans la presse, expliquant ses choix que son mari Hilary Norwood partageait aussi. Elle ne sera pas poursuivie.
Melita Norwood était titulaire de l'Ordre du Drapeau rouge.
Le film Red Joan est librement inspiré de sa vie.